# Гурівський заказник
Гу́рівський зака́зник — ландшафтний заказник місцевого значення в Україні. Об'єкт розташований на території Долинського району Кіровоградської області, між селами Гурівка і Ганнівка. 
Площа 18,6 га. Статус присвоєно згідно з рішенням Кіровоградської обласної ради № 92 від 29.07.1997 року. Перебуває у віданні ДП «Долинський лісгосп» (Гурівське лісництво, кв. 14, діл. 1, 2, 19, 20; кв. 15, діл. 1—9). 
Статус присвоєно для збереження частини лісового масиву, в якому переважають насадження дуба. 
Поруч з Гурівським заказником розташована ботанічна пам'ятка природи «Дуби в Гуріївському лісництві».